# Psautier de Montpellier
Le psautier de Montpellier appelé aussi autrefois psautier de Charlemagne est un manuscrit enluminé contenant un texte des psaumes, daté des années 772-795. Il est actuellement conservé à la bibliothèque interuniversitaire de Montpellier sur le site de la faculté de médecine de Montpellier (H 409). 

## Historique
Le manuscrit est daté du troisième quart du VIIIe siècle et provient sans doute du monastère bénédictin de Mondsee, situé à l'époque dans le duché de Bavière et actuellement en Autriche. Il est alors sans doute destiné à un personnage royal resté inconnu. Avant 794, le manuscrit est envoyé à l'abbaye Notre-Dame de Soissons. Une partie des litanies est ajoutée sur place, à la fin du manuscrit (f.331-346), mentionnant ainsi le pape Adrien Ier mort en 795, Fastrade de Franconie, épouse de Charlemagne, morte en 794, la fille de ce dernier Rotrude et enfin Hildegarde, moniale dans cette abbaye. Le manuscrit est ensuite transféré à l'abbaye Saint-Germain d'Auxerre dans la première moitié du IXe siècle, peut-être à l'initiative de Héribald, évêque d'Auxerre, ou de Conrad Ier de Bourgogne, abbé laïc de l'abbaye et comte de la ville.
Une partie du texte du manuscrit est publié par Jean Mabillon en 1676 dans ses Vetera Analecta (tome II). Au XVIIIe siècle, le manuscrit appartient au bibliophile Jean Bouhier de Savigny. Sa collection est vendue par son gendre à l'abbaye de Clairvaux en 1784. Après la fermeture de l'abbaye, les manuscrits sont transférés à Bar-sur-Aube puis à Troyes. Le manuscrit aurait dû être envoyé à la Bibliothèque nationale mais il est envoyé frauduleusement à la faculté de médecine de Montpellier en 1804. 

## Description
Le manuscrit contient deux parties distinctes : 
- la première (f.1-330) contient les psaumes et les commentaires abrégés sur les psaumes, écrite en écriture pré-caroline, rédigée à l'abbaye de Mondsee
- la seconde, (f.331-346) contient les cantiques et les litanies, écrite en écriture caroline, alors que le manuscrit est à Soissons.

Le livre contient deux grandes miniatures représentant David récitant les psaumes avec un psaltérion à la main (f.1v) et le Christ un livre et un stylet à la main (f.2v), tous deux debout et encadrés d'une arc en plein-cintre. Il contient par ailleurs des lettrines ornées ou zoomorphes (poissons) de couleurs rouges, jaunes ou vertes.